# Vladimir Soria
Vladimir Soria Camacho (Cochabamba, 15 de julio de 1964) es un exfutbolista y entrenador boliviano que jugaba como defensa. Desarrolló la mayor parte de su carrera en el Club Bolívar, del cual es considerado su mayor ídolo, por haber sido un jugador y técnico histórico del club, con el que ganó 8 títulos como jugador y 2 como entrenador.
Como futbolista, desarrolló la práctica totalidad de su carrera en el Bolívar (1985-2000), con el que disputó un total de 593 partidos oficiales, logrando ocho títulos de Primera División.
Es el tercer futbolista con más encuentros jugados en la Copa Libertadores de América, con un total de 93 encuentros, todos con el Bolívar de Bolivia.  
Con la Selección boliviana jugó 51 partidos y anotó 1 gol, participó en el Mundial de Estados Unidos 1994, 2 ediciones de la Copa América (la de 1997 en su país donde fue subcampeón y la de 1999 en Paraguay) y en una Copa Confederaciones (la de 1999 en México).

## Selección nacional
Soria disputó el Campeonato Sudamericano Sub-20 de 1983, pese a que luego admitiría que, por pedido de la Federación Boliviana de Fútbol, sus documentos de identidad fueron adulterados para restarse edad y poder así competir en el torneo.
Fue internacional con la selección boliviana en 51 ocasiones y anotó 1 gol.

### Participaciones enCopas del Mundo
| Mundial          | Sede           | Resultado      | PJ | Goles |
| ---------------- | -------------- | -------------- | -- | ----- |
| Mundial USA 1994 | Estados Unidos | Fase de grupos | 3  | 0     |

### Participación enCopa Confederaciones
| Torneo                    | Sede   | Resultado      | PJ | Goles |
| ------------------------- | ------ | -------------- | -- | ----- |
| Copa Confederaciones 1999 | México | Fase de grupos | 3  | 0     |

### Participación enCopas América
| Torneo                 | Sede                   | Resultado              | PJ | Goles |
| ---------------------- | ---------------------- | ---------------------- | -- | ----- |
| Copa América 1997      | Bolivia                | Subcampeón             | 6  | 0     |
| Copa América 1999      | Paraguay               | Fase de grupos         | 2  | 0     |
| Total en Copas América | Total en Copas América | Total en Copas América | 8  | 0     |

### Participación enEliminatorias al Mundial
| Eliminatoria                                | Sede del Mundial       | Posición               | Resultado              | PJ                                | Goles |
| ------------------------------------------- | ---------------------- | ---------------------- | ---------------------- | --------------------------------- | ----- |
| Eliminatorias Mundial de Italia 1990        | Italia                 | 2°lugar 6pts Grupo 1   | Eliminado              | 3                                 | 0     |
| Eliminatorias Mundial de USA 1994           | Estados Unidos         | 2°lugar 11pts Grupo B  | Clasificado            | 0 (2 convocatorias como suplente) | 0     |
| Eliminatorias Mundial de Francia 1998       | Francia                | 8°lugar 17pts          | Eliminado              | 10                                | 1     |
| Eliminatorias Mundial de Corea y Japón 2002 | Corea del Sur y Japón  | 7°lugar 18pts          | Eliminado              | 1                                 | 0     |
| Total en Eliminatorias                      | Total en Eliminatorias | Total en Eliminatorias | Total en Eliminatorias | 14                                | 1     |

## Clubes

### Como jugador
| Club              | País    | Año         |
| ----------------- | ------- | ----------- |
| Jorge Wilstermann | Bolivia | 1982 - 1984 |
| Bolívar           | Bolivia | 1985 - 2000 |

### Como entrenador
| Club              | País    | Año         |
| ----------------- | ------- | ----------- |
| Bolívar           | Bolivia | 2000 - 2003 |
| Bolívar           | Bolivia | 2004 - 2005 |
| San José          | Bolivia | 2007        |
| Jorge Wilstermann | Bolivia | 2007 - 2008 |
| Real Potosí       | Bolivia | 2008 - 2009 |
| Nacional Potosí   | Bolivia | 2009        |
| Bolívar           | Bolivia | 2021        |
| Bolívar           |         | 2023*       |

* Asume como DT interino (junto a Walter Flores) luego de la renuncia de Beñat San José.

### Como asistente
| Club                 | País    | Año             |
| -------------------- | ------- | --------------- |
| Selección de Bolivia | Bolivia | 2012 - 2013     |
| Bolívar              | Bolivia | 2013 - 2015     |
| Jorge Wilstermann    | Bolivia | 2019            |
| Royal Pari           | Bolivia | 2020            |
| Bolívar              | Bolivia | 2020 - presente |

## Palmarés

### Como jugador
Títulos nacionales
| Título               | Club    | Edición |
| -------------------- | ------- | ------- |
| Campeonato Boliviano | Bolívar | 1985    |
| Campeonato Boliviano | Bolívar | 1987    |
| Campeonato Boliviano | Bolívar | 1988    |
| Campeonato Boliviano | Bolívar | 1991    |
| Campeonato Boliviano | Bolívar | 1992    |
| Campeonato Boliviano | Bolívar | 1994    |
| Campeonato Boliviano | Bolívar | 1996    |
| Torneo Apertura      | Bolívar | 1997    |
| Campeonato Boliviano | Bolívar | 1997    |

### Como entrenador
Títulos nacionales
| Título               | Club    | Edición |
| -------------------- | ------- | ------- |
| Campeonato Boliviano | Bolívar | 2002    |
| Campeonato Boliviano | Bolívar | Ap 2004 |

Torneos cortos
| Título          | Club    | Edición |
| --------------- | ------- | ------- |
| Torneo Apertura | Bolívar | 2001    |
| Torneo Apertura | Bolívar | 2002    |
| Torneo Clausura | Bolívar | 2002    |

### Como asistente
Títulos nacionales
| Título               | Club    | Edición |
| -------------------- | ------- | ------- |
| Campeonato Boliviano | Bolívar | Cl 2013 |
| Campeonato Boliviano | Bolívar | Ap 2014 |
| Campeonato Boliviano | Bolívar | Cl 2015 |
| Campeonato Boliviano | Bolívar | Ap 2022 |
| Copa de la Liga      | Bolívar | 2023    |